# Neogotycka zastawa stołowa Aleksandra i Barbary Kelchów

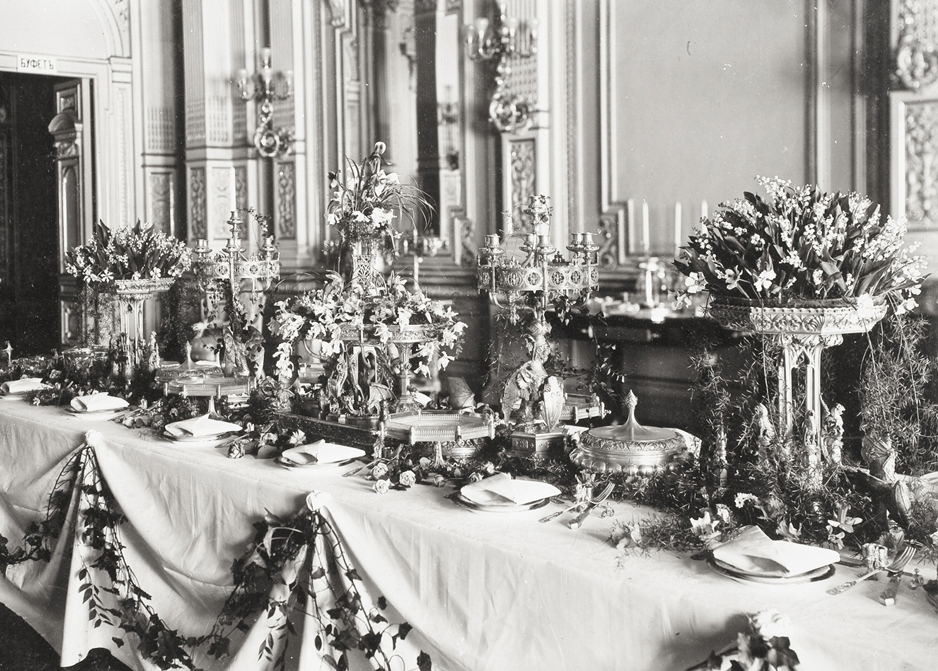
Zastawa Kelchów na wystawie w 1902 r. Fot. archiwalna.

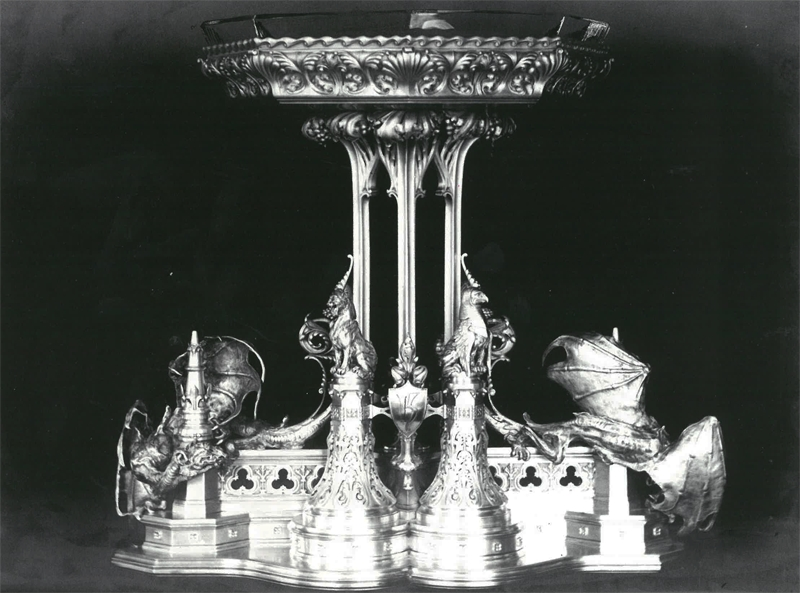
Waza pochodząca z zastawy Kelchów. Fot. archiwalna z 1900 r.

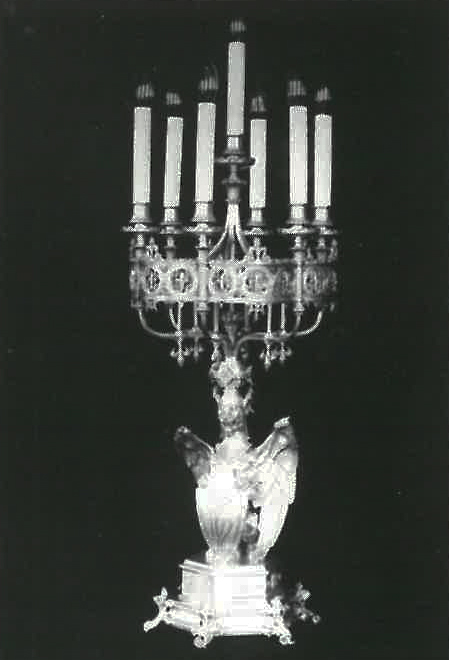
Świecznik z zastawy Kelchów. Fot. archiwalna z 1900 r.

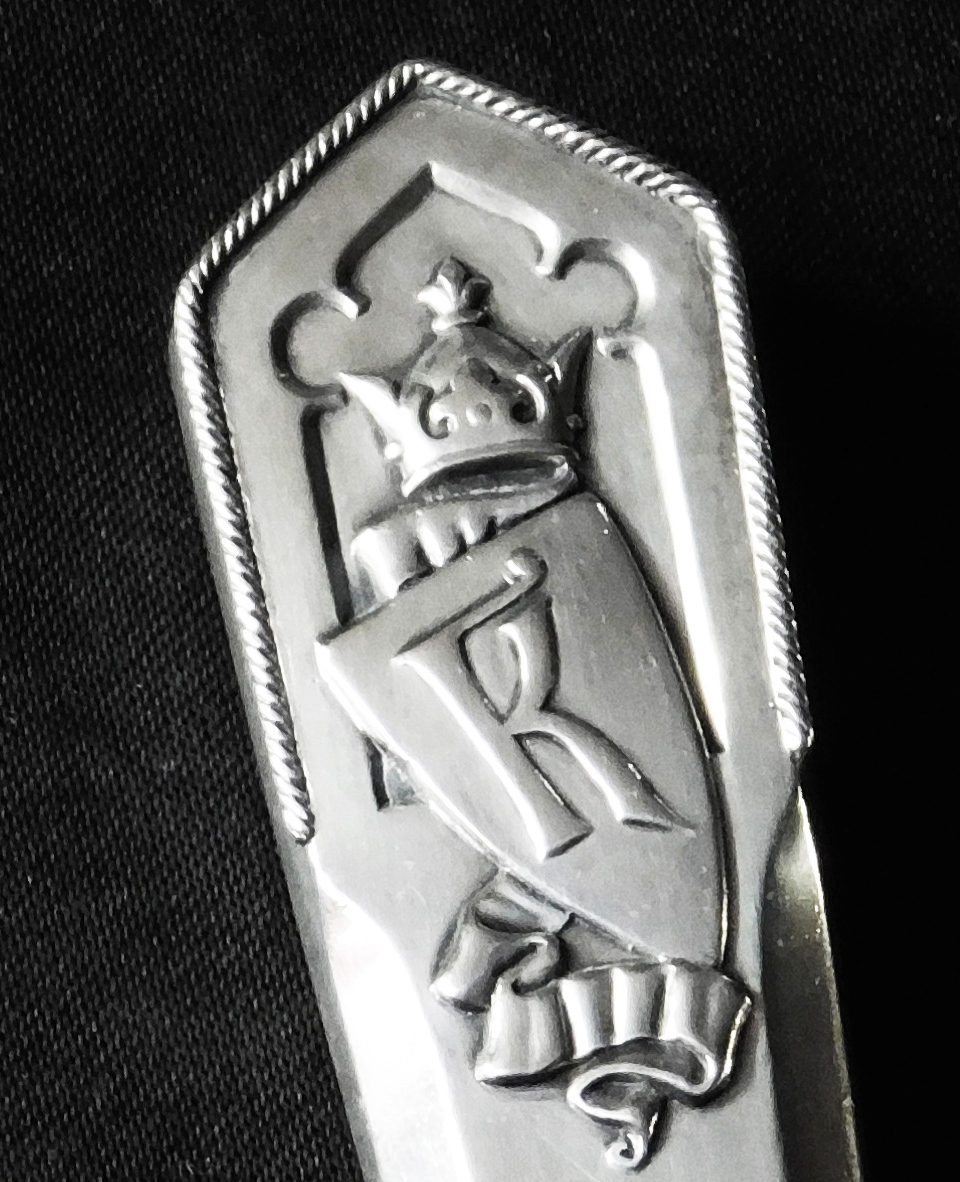
Tarcza z koroną i literą „K” zdobiąca odnalezione części zastawy Kelchów.

Neogotycka zastawa stołowa Aleksandra i Barbary Kelchów – reprezentacyjna srebrna zastawa stołowa wykonana przez Fabergé w 1900 r. dla rosyjskiego milionera Aleksandra Kelcha i jego żony Barbary z domu Bazanow. Zastawa Kelchów była najdroższym dziełem ze srebra wykonanym przez Fabergé w okresie działalności pracowni. Piotr Karol Fabergé uważał ją za najważniejsze dzieło ze srebra wykonane w jego pracowni (wg słów jego syna Eugeniusza z 1937 r.).
W 1918 r. w czasie rewolucji październikowej zastawa została zniszczona. Przez 100 lat była uważana za dzieło zniszczone. W 2017 r. okazało się, że fragmenty tej zastawy jednak ocalały i zostały odnalezione w Polsce.

## Historia
Pomysł wykonania reprezentacyjnej zastawy w stylu neogotyckim powstał w 1898 r. i jest związany z budową pałacu Kelchów w Petersburgu i urządzeniem w jego wnętrzach neogotyckiej jadalni. Według życzenia Barbary Kelch zastawa miała pasować stylem i dekoracją do wystroju jadalni.
Wykonanie projektów zastawy zlecono znakomitemu rosyjskiemu architektowi Fiodorowi Szechtelowi. Projekty powstały w 1900 r. w Moskwie. Zastawa została wykonana w tym samym roku w moskiewskiej pracowni Fabergé. Aleksander zapłacił za nią ogromną sumę 125 tys. rubli. Kwota ta czyni z zastawy Kelchów najdroższe dzieło wykonane przez Fabergé.
W 1902 r. zastawa Kelchów została pokazana na słynnej wystawie dzieł Fabergé zorganizowanej w Petersburgu w pałacu barona Pawła von Dervis. Była to jedyna wystawa dzieł Fabergé zorganizowana w okresie jego działalności. Na wystawie pokazane zostały dzieła Fabergé należące do cesarzowych Marii Fiodorownej i Aleksandry Fiodorownej oraz członków rodziny Romanowów i przedstawicieli arystokracji. Zastawa Kelchów była jedynym dziełem pokazanym na tej wystawie, które nie należało do arystokracji, tylko do rodziny bogatych przemysłowców pochodzenia kupieckiego.
Do 1905 r. zastawa Kelchów znajdowała się w pałacu w Petersburgu. W tym roku w związku z separacją Aleksandra i Barbary zastawa została przewieziona do pałacu Bazanowów w Moskwie. W czasie rewolucji w 1918 r. została skonfiskowana i następnie przetopiona. Przez 100 lat, aż do 2017 r. była uznawana za dzieło całkowicie zniszczone. W żadnej kolekcji Fabergé na całym świecie nie ma żadnych przedmiotów pochodzących z tej zastawy. W styczniu 2017 r. części neogotyckiej zastawy Kelchów zostały odnalezione w Polsce.

## Opis
Reprezentacyjna zastawa Aleksandra i Barbary Kelchów została wykonana w stylu neogotyckim. Jej styl nawiązywał do stylu i dekoracji wystroju jadalni w pałacu Kelchów w Petersburgu. Użyte przez Szechtela i Fabergé formy dekoracji i ornamenty wywodzą się z gotyku angielskiego i niemieckiego.
Charakterystyczne motywy dekoracyjne zastawy to stylizowana gotycka architektura, ornamenty roślinne, smoki, gryfy, jaszczurki, węże i inne gotyckie stwory, fleurs-de-lys, tarcza z literą „K” oraz korona.
Zastawa składała się z wielu naczyń i przedmiotów. W jej skład wchodziły: sortout de table, dwa siedmioświecowe świeczniki, dwie wysokie wazy, wazy na zupy z pokrywkami, półmiski, misy, talerze, sosjerki, tace, kabarety, sztućce, solniczki, koziołki i inne.
Głównym motywem zdobiącym zastawę były średniowieczne smoki, dlatego zastawa Kelchów jest czasem nazywana „Smoczą zastawą Fabergé”. Drugim ważnym motywem zdobiącym przedmioty należące do zastawy jest tarcza ozdobiona koroną i literą K.
Zastawa została oznaczona puncami pracowni Fabergé i znakiem złotnika dworu cesarskiego Romanowów.